# Leonardo Scarselli

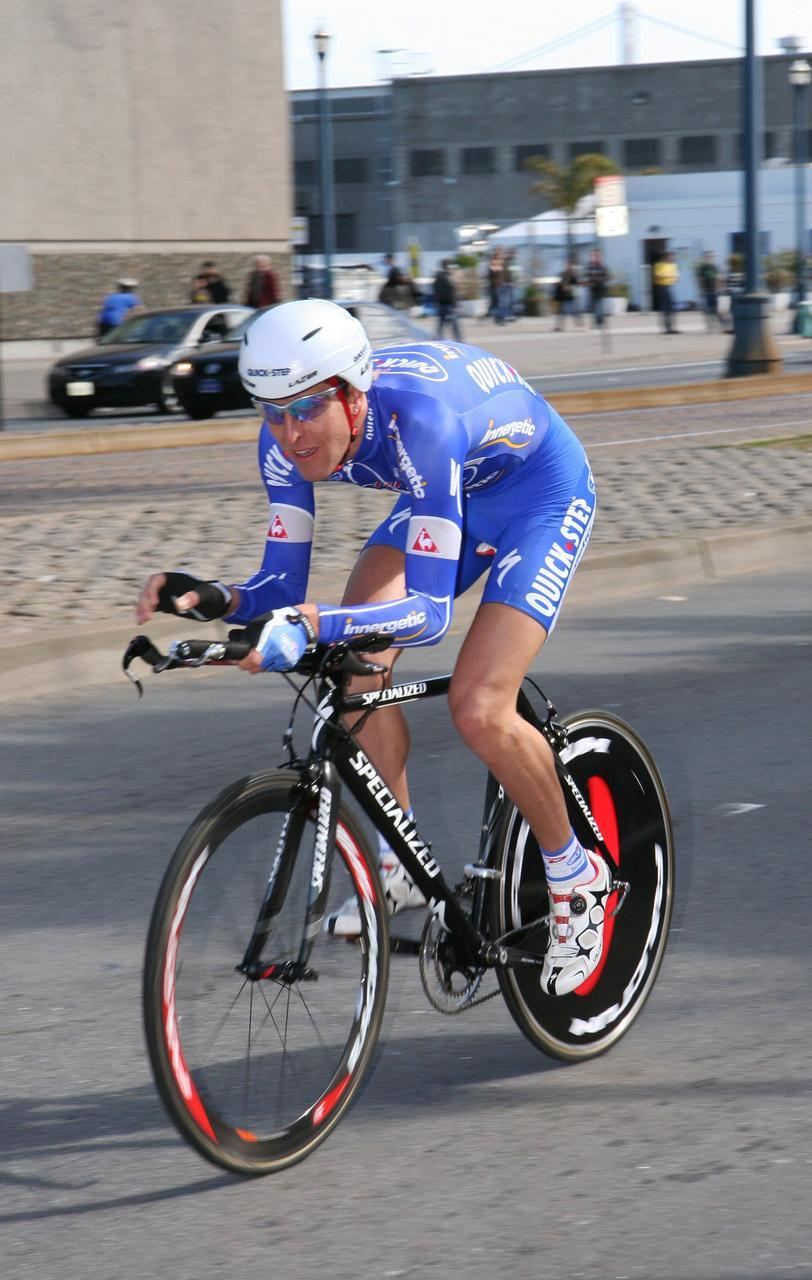
Leonardo Scarselli au Tour de Californie 2007

Leonardo Scarselli, né le 29 avril 1975 à Florence, est un coureur cycliste italien, professionnel entre les années 2000 et 2010. Il est actuellement directeur sportif de l'équipe Androni Giocattoli.

## Biographie
Il passe professionnel en 2000 au sein l'équipe colombienne Aguardiente Néctar-Selle Italia. En 2002, il remporte deux étapes du Tour du Sénégal. L'année suivante, il termine premier du classement général de cette épreuve. Il court ses deux dernières saisons (2009 et 2010) pour l'équipe ISD-Neri. Il a participé à plusieurs Tours d'Italie.
Il décide de mettre un terme à sa carrière de coureur à l'issue de la saison 2010, et devient directeur sportif dans l'équipe Farnese Vini-Neri Sottoli en 2011.

## Palmarès
- 1997
  - Giro del Mugello
  - Gran Premio Ciaponi Edilizia
  - 2e du Trofeo Papà Cervi
- 1999
  - Giro della Provincia di Cosenza
  - 1re étape du Baby Giro
  - Gran Premio Comune di Cerreto Guidi
  - Gran Premio Industria del Cuoio e delle Pelli
- 2002
  - 2e et 7e étape du Tour du Sénégal
  - 2e du Tour du Sénégal
- 2003
  - Classement général du Tour du Sénégal
  - 2e du Tour du Frioul
- 2009
  - 1reb étape de la Semaine internationale Coppi et Bartali (contre-la-montre par équipes)

## Résultats sur les grands tours

### Tour d'Italie
7 participations
- 2000 : 107e
- 2001 : 120e
- 2004 : abandon (16e étape)
- 2005 : 116e
- 2006 : 120e
- 2007 : 101e
- 2009 : 157e

## Classements mondiaux
| Année           | 2005   | 2006 | 2007 | 2008 | 2009   |
| --------------- | ------ | ---- | ---- | ---- | ------ |
| UCI Europe Tour | 1 213e |      |      |      | 1 113e |